# 강병융
강병융(1975년 12월 21일~)은 대한민국의 소설가이다. 2002년에 《정신과 표현》으로 등단했다.

## 수상 내역
- 2009년: 제8회 한국문학번역신인상